# Децо, певајте са нама
„Децо, певајте са нама” је југословенска телевизијска серија снимљена 1987. године у продукцији Телевизије Београд.

## Улоге
| Глумац                     | Улога   |
| -------------------------- | ------- |
| Драган Лаковић             | водитељ |
| Мија Алексић               |         |
| Властимир Ђуза Стојиљковић |         |

Комплетна ТВ екипа  ▼
| Редитељ    | Слободан Радовић |
| Сценариста | Биљана Максић    |